# Pristimantis lucidosignatus
Pristimantis lucidosignatus es una especie de anfibio anuro de la familia Craugastoridae.

## Distribución geográfica
Esta especie es endémica de Ecuador. Se encuentra en las provincias de Pichincha y Cotopaxi entre los 1710 y 2115 m sobre el nivel del mar en el lado occidental de la Cordillera Occidental.

## Descripción
Los machos miden de 21 a 22 mm y las hembras 17 mm.

## Publicación original
- Rödder & Schmitz, 2009: Two new Pristimantis (Anura, Strabomantidae) belonging to the myersi group from the Andean slopes of Ecuador. Revue Suisse de Zoologie, vol. 116, n.º 2, p. 275-288[2]